# Аркадия (утопия)

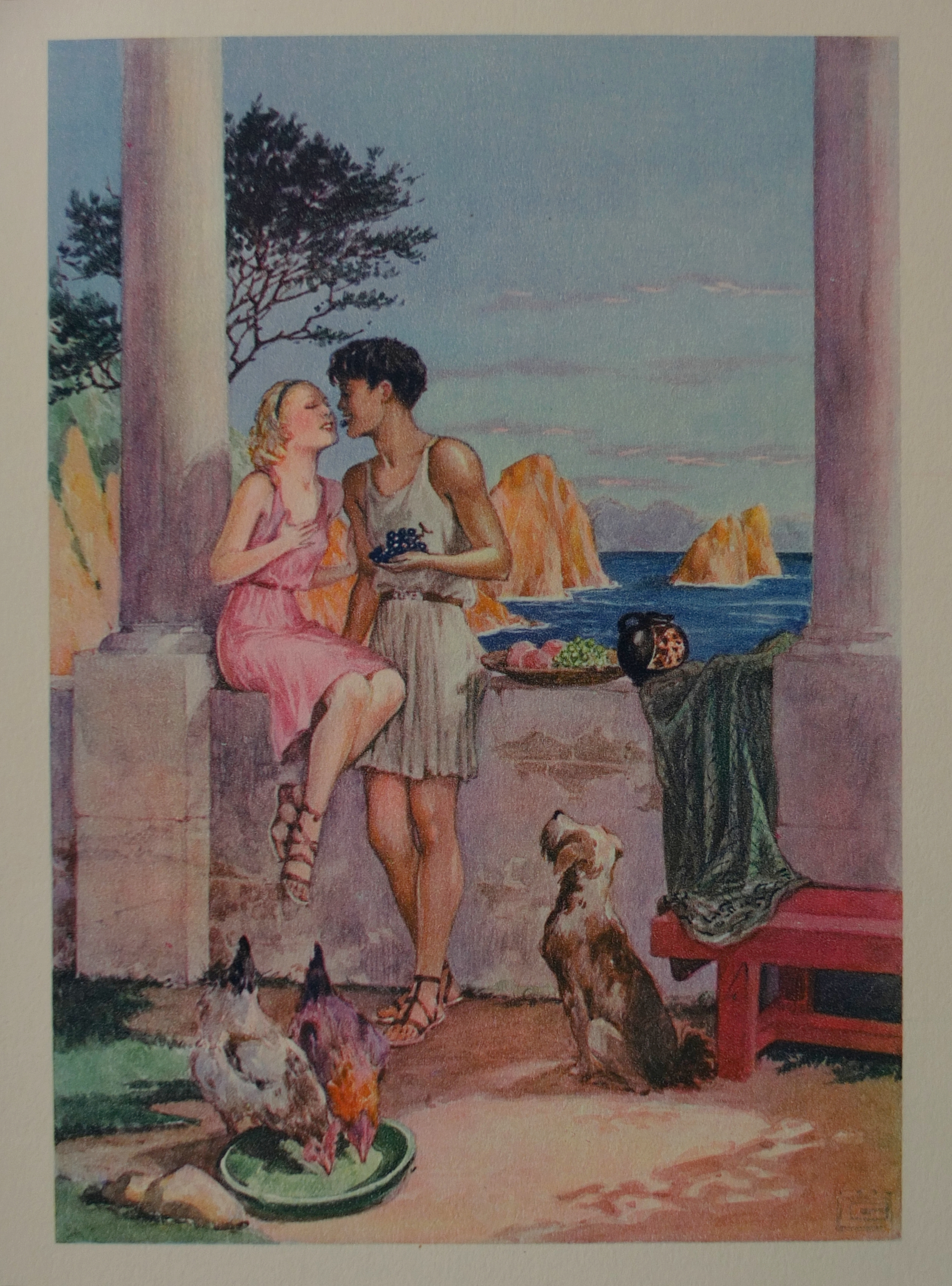
Жорж Леоннек (1881—1940). «Дафнис и Хлоя». Самостоятельный бродячий сюжет, общим персонажем (Дафнисом) тесно связанный с Аркадией

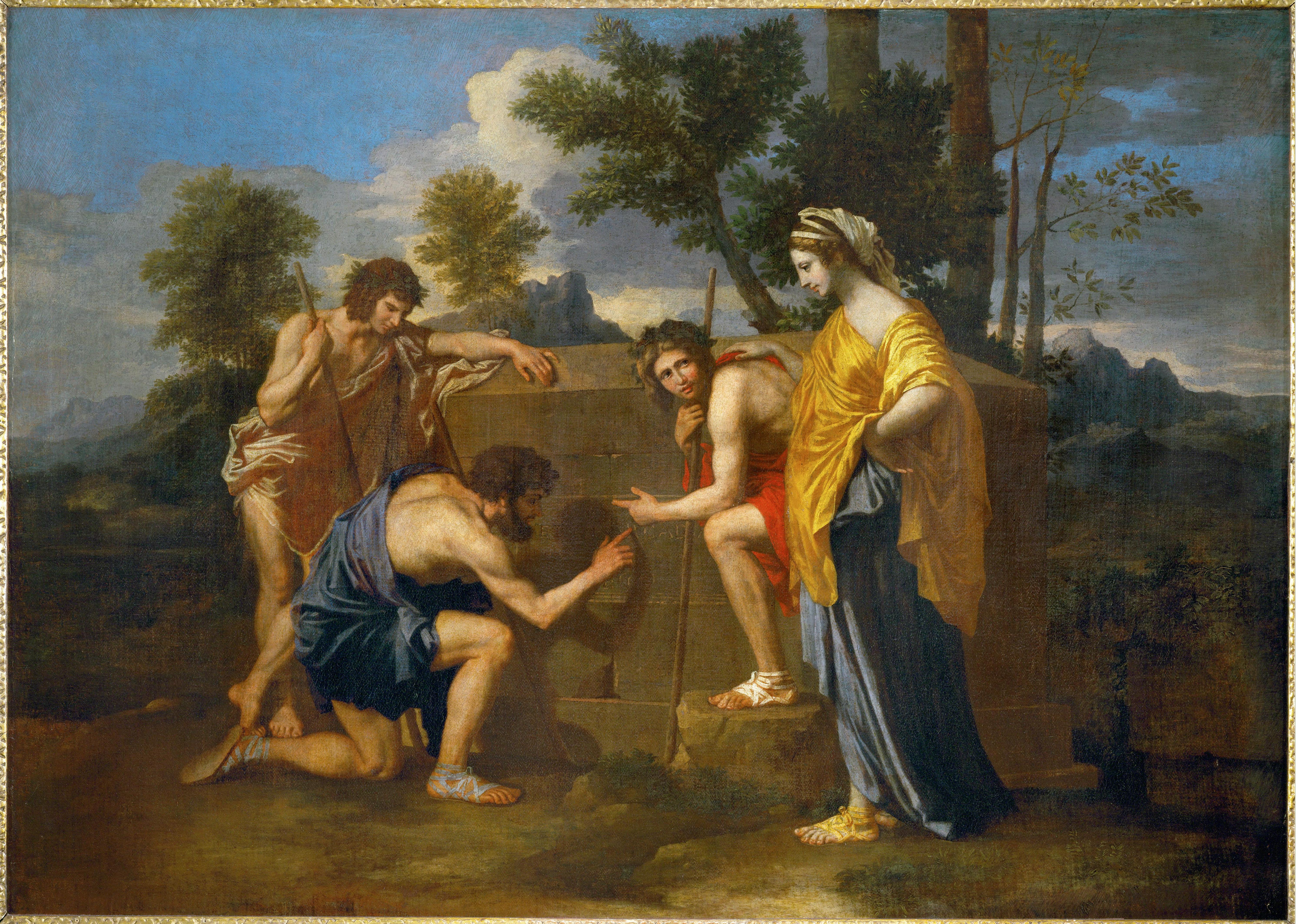
Н. Пуссен. Аркадские пастухи (Et in Arcadia ego). 1638—1639. Лувр, Париж

Аркадия (греч. Αρκαδία) — термин, обозначающий в европейской культуре некое идиллическое пространство, жители которого ведут простую гармоничную жизнь на фоне величественной природы.
Первоначально Аркадией называлась одна из исторических областей Древней Греции. Горный рельеф этой территории и немногочисленное население, занятое преимущественно отгонным скотоводством (пастушеством) достаточно рано превратило термин «Аркадия» в метафору для обозначения мирного края с нетронутой природой.
Концепция Аркадии была особенно популярна в европейском искусстве Возрождения и Нового Времени. В ней слились воедино несколько концепций: утраченного Золотого века, где людям были незнакомы гордыня и алчность (античная мифология; Гесиод); утраченного Эдема, земного рая (христианская мифология); идеализация сельской жизни, входящая в явное противоречие с её фактическим состоянием (пастораль). В то же время, тема Аркадии могла использоваться для иллюстрации популярного в христианстве тезиса о бренности всего сущего (см. Et in Arcadia ego).
Обычно считается, что Аркадия является разновидностью утопии, то есть представлением об идеальном обществе, однако, в отличие от собственно утопических концепций, Аркадия обычно описывалась, как нечто недостижимое. Концепция Аркадии также имеет пересечения с концепцией благородного дикаря, ведущего высокоморальную жизнь на лоне природы; и, соответственно, противопоставлена концепции варварства, как синонима простоты.

## История термина

### В античной мифологии

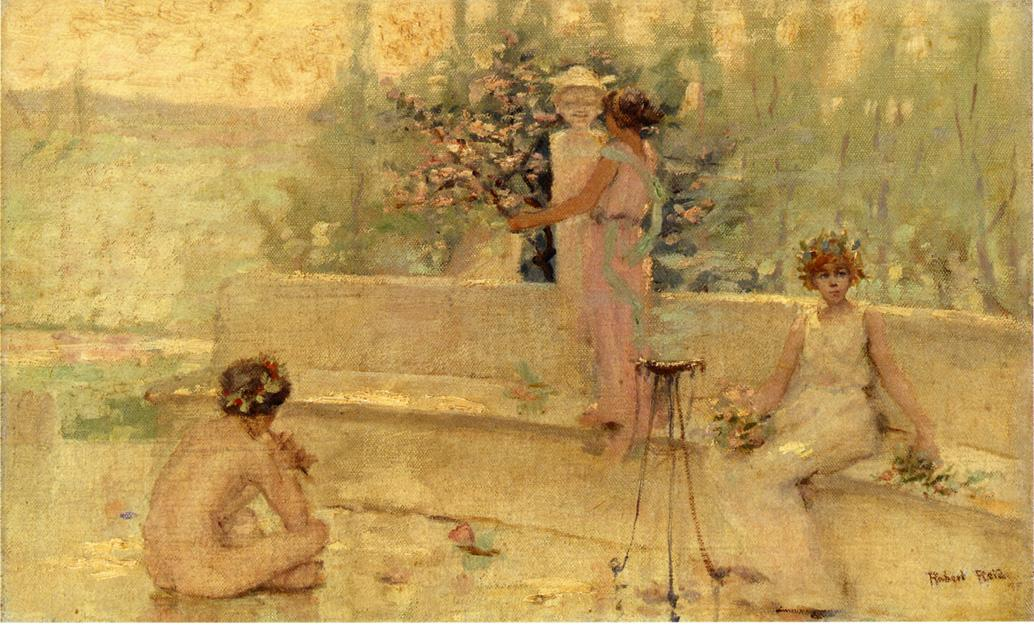
Роберт Рид (1862—1929). «Фигуры в итальянском саду». Картина с «аркадийскими» мотивами

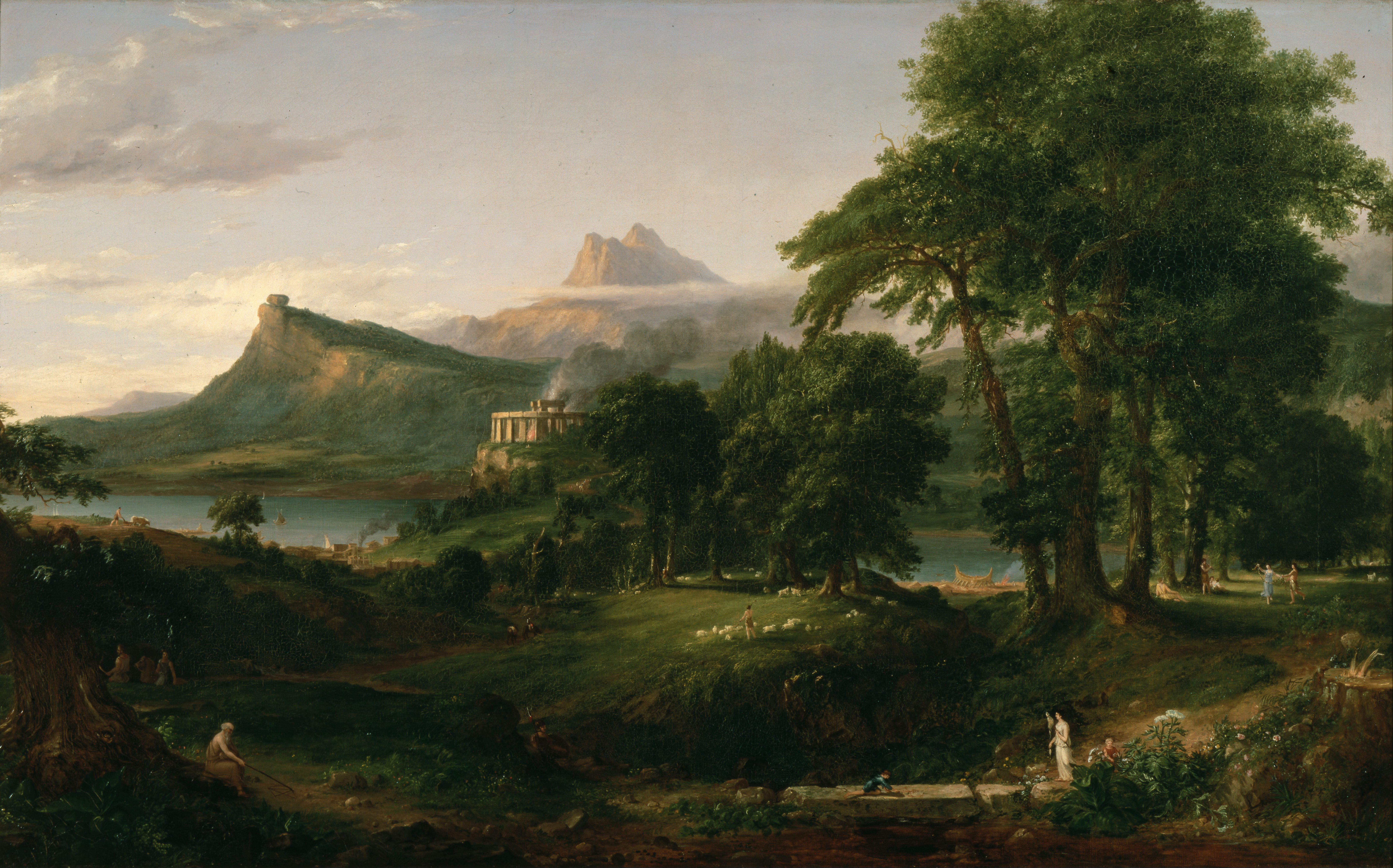
Томас Коул. «Аркадия», 1834

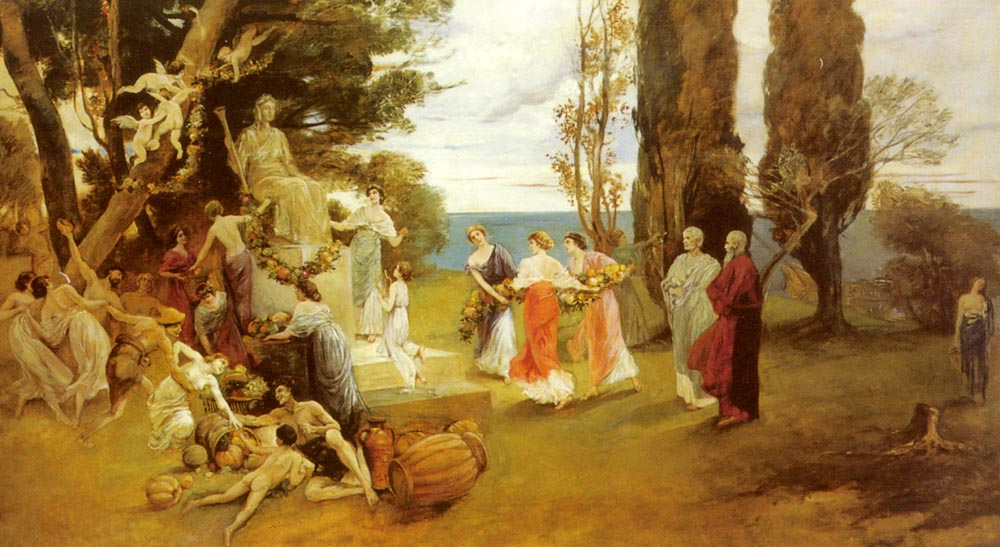
Фридрих Август фон Каульбах (1850-1920). «В Аркадии»

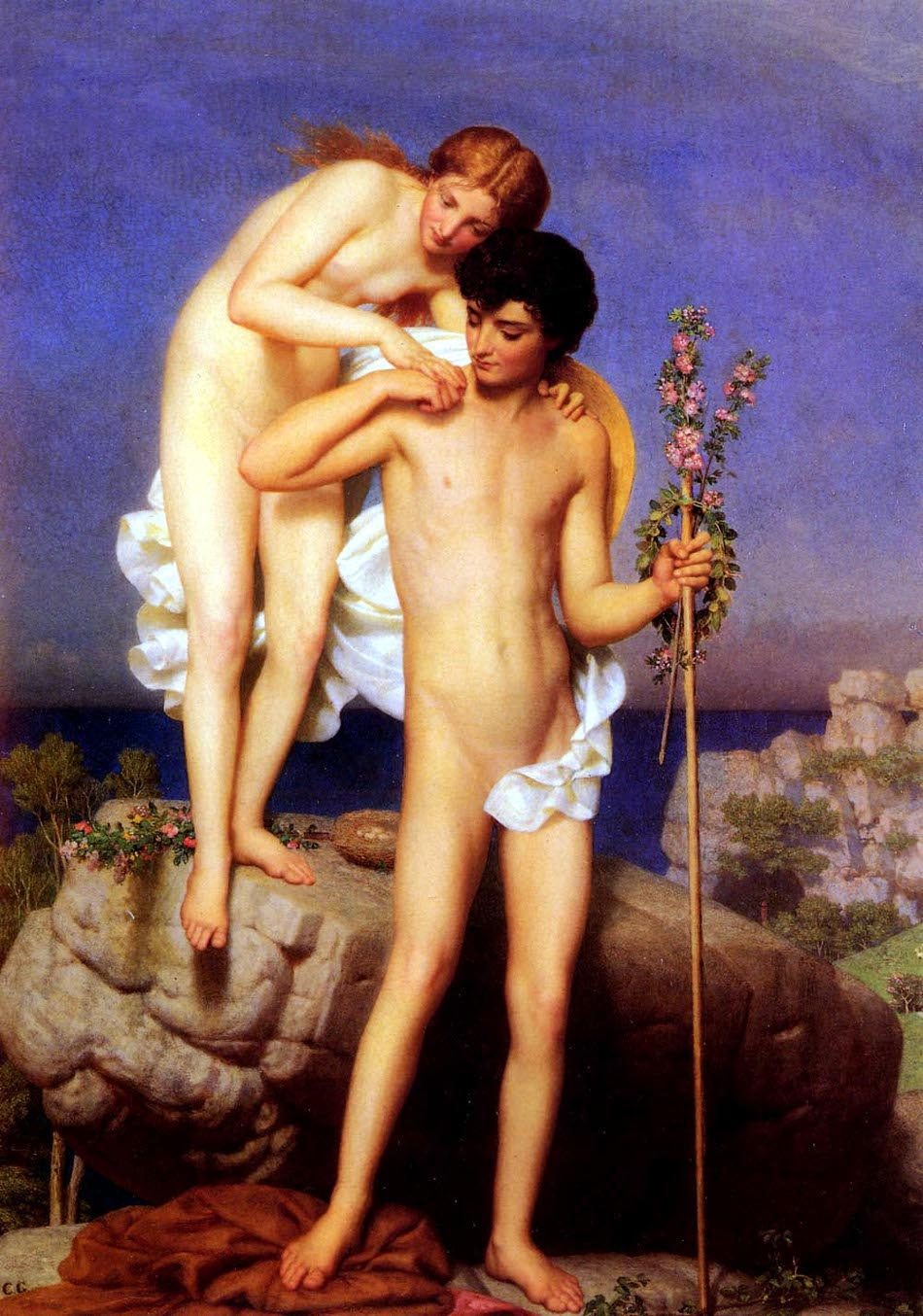
Марк Глейр. «Дафнис и Хлоя». Около 1850

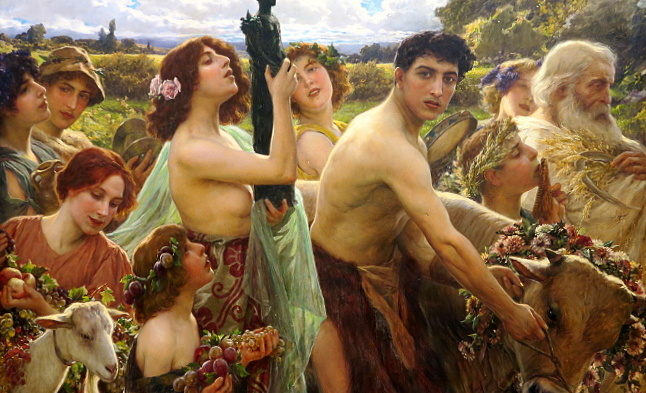
Чезаре Саккаджи (1868—1934). «Да здравствует природа!» 1910

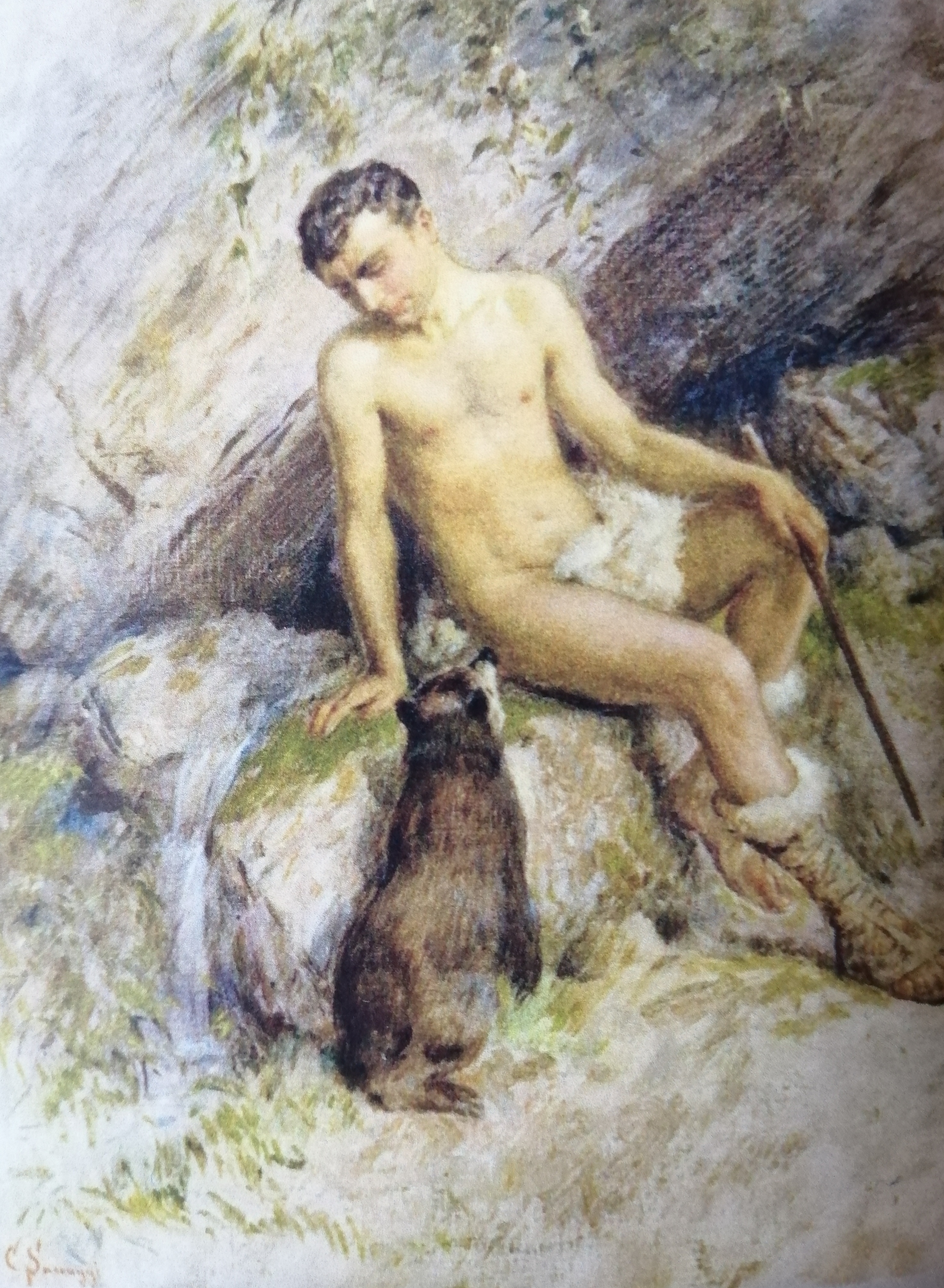
Чезаре Саккаджи. «Пастух в Аркадии»

Существует точка зрения, что первоначально Аркадия — это одно из имён богини Деметры. Соответственно, Аркадиями назывались празднества в её честь. По другим данным, эпонимом Аркадии является персонаж греческой мифологии по имени Аркад.
Кроме того, в греческой мифологии, область Аркадия на полуострове Пелопоннес описывалась как владение Пана, дом бога лесов и его дриад, нимф и других духов, воплощающих силы природы. Со всеми этим духами, с точки зрения греческой мифологии, мирно соседствовали ведущие простую жизнь пастухи.
В III веке до нашей эры греческий поэт Феокрит создал идеализированные поэтические описания жизни пастухов, так называемые идиллии. Поэзия Феокрита оставалась востребованной, как минимум, вплоть до XIX века, когда его, наряду с Гомером, «бранил» пушкинский Онегин.
В Римскую эпоху поэт Вергилий создал серию стихотворений «Буколики» или «Эклоги». Первоначально он, видимо, просто переводил Феокрита, но затем создал абсолютно оригинальные произведения, действие которых и перенёс с Сицилии в идеализированную Аркадию. Поэзия Вергилия, в которой христианские апологеты безосновательно увидели христианские мотивы, сохраняла свою популярность на протяжении всего Средневековья, что во многом и обеспечило живучесть сюжета об Аркадии. У Вергилия, как и у Феокрита, одним из персонажей является Дафнис, архетип юного и прекрасного пастуха. Не исключено, что именно Вергилий впервые «соединил» Дафниса и Аркадию. Хотя действие другого известного античного произведения о Дафнисе, романа «Дафнис и Хлоя» происходит не в Аркадии, эти сюжеты в сознании последующих поколений, благодаря Вергилию, тесно сплелись.

### В эпоху Возрождения
Благодаря влиянию Вергилия, у Данте  в «Божественной комедии» Аркадия стала символом простоты. Европейские писатели эпохи Возрождения (например, испанский поэт Гарсиласо де ла Вега) часто возвращались к этой теме.
При этом вымышленная Аркадия иногда помещалась авторами в прошлое, а иногда трактовалась как место, обитатели которого просто продолжали жить так, как жили люди в Золотом веке, в то время как все другие народы живут менее приятной жизнью, потому что они позволили себе отойти от первоначальной простоты.
В 1502 году итальянский поэт Якопо Саннадзаро опубликовал свою длинную поэму (написанную гекзаметром) «Аркадия», которая закрепила восприятие Аркадии, как потерянного идиллического мира, о котором вспоминают в скорбных песнях. В 1580-х годах сэр Филип Сидни распространил в списках свой пасторальный роман «Аркадия». Хотя в варианте за авторством Сидни Аркадия по-прежнему в изобилии снабжена пастухами и другими пасторальными персонажами, главные герои этого произведения — аристократы, находящиеся в сельской местности. Испанский драматург и поэт Лопе де Вега опубликовал в 1598 году книгу «Аркадия: проза и стихи», которая в то время стала бестселлером.

### В Новое время
Концепция Аркадии нашла многочисленные отражения в изобразительном искусстве, (в частности, в творчестве Никола Пуссена). Со временем она стала частью более общего жанра идеализированного пейзажа с античным стаффажем, который оставался популярным вплоть до XVIII века включительно.
Термин Аркадия охотно применялся в топонимике. Именно такое происхождение имело название французской колонии в Америке, Акадии, в настоящее время входящей в состав Канады.
При создании парков вокруг загородных усадеб, дворцов и замков (после утраты последними оборонительного значения), в них часто включались античные мотивы (беседки, ротонды, живописные руины) которые ассоциировались, в том числе, с Аркадией. Иногда влияние мифа об Аркадии на архитектуру, например, палладианскую, признаётся более широким.
Некоторые парки, например, рижский или знаменитый усадебный парк княгини Радзивилл в Польше получили название Аркадия.
Термин Аркадия на протяжении нескольких столетий нередко использовался в качестве понятной для образованных современников метафоры в литературе любого жанра и на любой сюжет.
В XIX веке многие художники по-прежнему обращались к изображению Аркадии, но их картины изменились под влиянием новых знаний историков о внешности и одежде людей Античности, и поэтому часто мало отличались от работ на античный исторический сюжет. В других случаях, аркадийский фон и сюжет служил для выражения тех или иных эстетических взглядов художника.

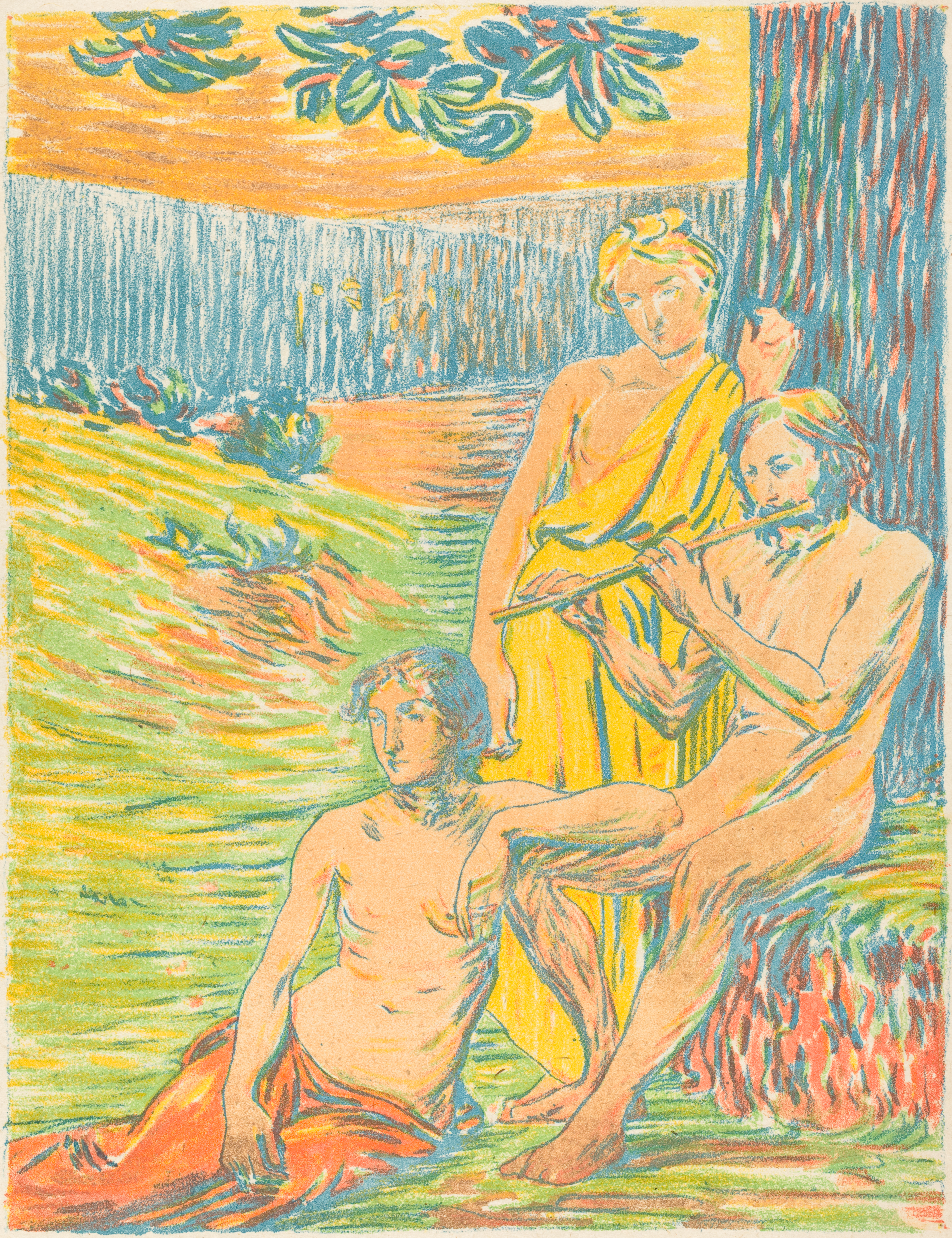
Ипполит Птижан (1854—1929). «Пан». Аркадия

В XX и XXI веке термин Аркадия продолжает регулярно использоваться в массовой культуре (фильмах, сериалах, компьютерных играх) в виде отсылок или в качестве обозначения тех или иных локаций, зачастую, в переосмысленном или прямо ироническом ключе.